# Brachyloma scortechinii
Brachyloma scortechinii är en ljungväxtart som beskrevs av Ferdinand von Mueller. Brachyloma scortechinii ingår i släktet Brachyloma och familjen ljungväxter. Inga underarter finns listade i Catalogue of Life.